# Cena Karla Metelky
Cena Karla Metelky je individuální ocenění pro nejlepšího trenéra 1. české hokejové ligy. Toto ocenění se uděluje z iniciativy webu Hokej.cz od sezony 2018/2019, v letech 2018-2021 nesla název Nejlepší trenér 1. české hokejové ligy, ale od roku 2021 změnil název na Cena Karla Metelky. Jméno ceny nese po bývalém českém trenérovi Karlu Metelkovi, 20. prosince 2004 se ostravský celek HC Sareza Ostrava vypravil na prvoligový zápas do Berouna, k zápasu se Porubský tým nedostal kvůli autobusové nehodě, při které zahynul Karel Metelka.
O držitele ceny rozhodují zástupci ze všech klubů 1. ligy.

## Držitelé
| Sezóna    | Hráč           | Tým                        |
| --------- | -------------- | -------------------------- |
| 2018/2019 | Jiří Režnar    | AZ Residomo Havířov        |
| 2019/2020 | Václav Prospal | ČEZ Motor České Budějovice |
| 2020/2021 | Viktor Ujčík   | HC Dukla Jihlava           |
| 2021/2022 | Viktor Ujčík   | HC Dukla Jihlava           |
| 2022/2023 | Kamil Pokorný  | SK Horácká Slavia Třebíč   |
| 2023/2024 | Jiří Weintritt | VHK ROBE Vsetín            |
| 2024/2025 | Viktor Ujčík   | HC Dukla Jihlava           |